# Kumagaya
Kumagaya (熊谷市, Kumagaya-shi) est une ville située dans la préfecture de Saitama, au Japon.

## Géographie

### Situation
Kumagaya est l'une des plus grandes villes dans le nord de la préfecture de Saitama, au Japon. Elle est située sur la rive orientale du fleuve Ara, à 60 km du centre de Tokyo et 45 km de la ville de Saitama.

### Démographie
En août 2019, la population de Kumagaya était de 197 180 habitants, répartis sur une superficie de 159,82 km2.

### Climat
Le climat à Kumagaya est humide et subtropical. Kumagaya est connue pour être une des villes les plus chaudes en été, au Japon, du fait de l'influence conjuguée d'un effet de foehn et d'un effet d'îlot de chaleur urbain.
Le 16 août 2007, la ville a enregistré une température ambiante de 40,9 °C, battant le record historique datant de 74 années auparavant.
| Mois                                             | jan.       | fév.       | mars      | avril     | mai       | juin      | jui.      | août      | sep.      | oct.      | nov.      | déc.      | année          |
| ------------------------------------------------ | ---------- | ---------- | --------- | --------- | --------- | --------- | --------- | --------- | --------- | --------- | --------- | --------- | -------------- |
| Température minimale moyenne (°C)                | −0,4       | 0,3        | 3,6       | 8,6       | 13,9      | 18,3      | 22,3      | 23,3      | 19,7      | 13,7      | 7,2       | 1,8       | 11             |
| Température moyenne (°C)                         | 4,3        | 5,1        | 8,6       | 13,9      | 18,8      | 22,3      | 26        | 27,1      | 23,3      | 17,6      | 11,7      | 6,5       | 15,4           |
| Température maximale moyenne (°C)                | 9,8        | 10,8       | 14,3      | 19,9      | 24,6      | 27,1      | 30,9      | 32,3      | 27,9      | 22,1      | 16,8      | 12        | 20,7           |
| Record de froid (°C) date du record              | −10,5 1954 | −11,6 1919 | −8,7 1936 | −4,5 1911 | 0,3 1902  | 7,8 1921  | 11,8 1976 | 13 1910   | 8,4 1916  | 0,5 1918  | −4 1929   | −9,8 1918 | −11,6 1919     |
| Record de chaleur (°C) date du record            | 23 1969    | 27 1962    | 26,9 1998 | 32,7 2005 | 36,2 2019 | 39,8 2011 | 41,1 2018 | 40,9 2007 | 39,7 2000 | 33,8 2018 | 27,6 1923 | 26,3 2004 | 41,1 23/7/2018 |
| Ensoleillement (h)                               | 217        | 199,8      | 203,2     | 197,1     | 192       | 133,9     | 146       | 169,3     | 131,6     | 144,1     | 171,6     | 200,9     | 2 106,6        |
| Précipitations (mm)                              | 36,5       | 32,3       | 69        | 90,7      | 115,1     | 149,5     | 169,8     | 183,3     | 198,2     | 177,1     | 53,5      | 30,9      | 1 305,8        |
| dont neige (cm)                                  | 7          | 7          | 1         | 0         | 0         | 0         | 0         | 0         | 0         | 0         | 0         | 1         | 16             |
| Nombre de jours avec précipitations              | 3,1        | 3,8        | 7,6       | 8,4       | 9,6       | 11,7      | 12,1      | 9,9       | 11,4      | 9,3       | 5,4       | 3,5       | 95,7           |
| dont nombre de jours avec précipitations ≥ 10 mm | 1,2        | 0,9        | 2,5       | 3         | 3,7       | 4,6       | 4,7       | 4,1       | 5,9       | 4         | 1,8       | 0,9       | 37,3           |
| Humidité relative (%)                            | 53         | 52         | 55        | 60        | 64        | 73        | 76        | 74        | 75        | 71        | 65        | 58        | 65             |
| Nombre de jours avec neige                       | 1,1        | 1,2        | 0,6       | 0         | 0         | 0         | 0         | 0         | 0         | 0         | 0         | 0,1       | 3,1            |

| Diagramme climatique                                  |             |           |             |               |               |               |               |               |               |             |           |
| J                                                     | F           | M         | A           | M             | J             | J             | A             | S             | O             | N           | D         |
| 9,8−0,436,5                                           | 10,80,332,3 | 14,33,669 | 19,98,690,7 | 24,613,9115,1 | 27,118,3149,5 | 30,922,3169,8 | 32,323,3183,3 | 27,919,7198,2 | 22,113,7177,1 | 16,87,253,5 | 121,830,9 |
| Moyennes : • Temp. maxi et mini °C • Précipitation mm |             |           |             |               |               |               |               |               |               |             |           |

## Histoire
Le bourg de Kumagaya a été fondé le 1er avril 1899. Kumagaya obtient le statut de ville le 1er avril 1933.
La ville est bombardée par l'aviation américaine dans la nuit du 14 au 15 août 1945 , soit quelques heures seulement avant la capitulation nippone.
A l'issue de ce bombardement,il a ete dénombré 260 morts et 3000 blessés parmis les 49 000 habitants de l'époque.
Le 1er octobre 2005 les bourgs d'Osato et de Menuma du district d'Osato sont intégrés à Kumagaya.

## Transports
Kumagaya est desservie par les routes nationales 17, 125, 140 et 407.
La gare de Kumagaya est desservie par la ligne Shinkansen Jōetsu et les lignes classiques Takasaki et Chichibu.

## Jumelage
Kumagaya est jumelée avec :
- Invercargill (Nouvelle-Zélande) depuis 1993

## Personnalités liées à la municipalité
- Kōji Satō (1911-1955), photographe
- Seiichi Morimura (1933-2023), écrivain